# Јан Вјела Радисерб
За друга значења, погледајте Вјела.
Јан Вјела Радисерб (глсрп. Jan Wjela-Radyserb, нем. Johann Wehle, псеудоними: Žarin, Mrowjan, Nadźan, Malin, Зајдау, 8. јануар 1822 — Бауцен, 19. јануар 1907) био је лужичкосрпски учитељ, песник и писац, етнограф.
Основни поетски жанрови су актуелна политичка песма, балада и басна. Аутор песама за децу. Један од оснивача Матице лужичкосрпске (1847).

## Биографија
Отац му Хандриј Војак (ум. 1854) био је радник каменолома, који учествовао у рату са Француском 1813. и 1814. године. Мајка му је била Хана, рођена Вићазец. Она је скупљала лековито биље за продају апотекама Будишина (сада Бауцен). Јан био је најстарији од шест деце у породици.
Током шест година учио је народну школу у Зајдау. Кад му је било 13 година завршио је школу и радио као пастир код сељака у Радибору и Логи. Године 1836. на предлог свештеника Михалске парохије А. Б. Јакуба уписао се у учитељску препарандију у Будишину, 1838. године прешао је у Покрајинско-сталешку учитељску семинарију у Будишину. Овде заједно са Вјелом студирала је генерација учесника лужичкосрпског народног препорода: Ј. Бартко, Ј. Б. Мучинк, К. А. Коцор, М. Росток. Примаријус „велике цркве” Х. Лубјенски предавао је овде лужичкосрпски језик, Ј. А. Смолер је отворио семинаристима очи на словенски свет. По завршетку семинарије 1842. године радио је као учитељ у Каневицу, од 1844. године — у Бурку. Од 1852. до 1889. године био је први учитељ у Зајдауу. Од 1868. године радио је као учитељ лужичкосрпског језика у гимназији у Бауцену. Године 1889. отишао је у пензију и настанио се у Бауцену, где је доводио у ред своје збирке фолклора.
Од марта до августа 1848. године заједно са Ј. Бартком уређивао је демократски часопис „Сербски новинкар”. Основао је лужичкосрпско сељачко друштво у Бурку. Од 1881. године био је на челу певачког друштва „Лумир”. Био је пријатељ с А. Муком. Године 1875. добио је Витешки крст другог степена ордена Албрехта. Од 1896. године био је почасни члан Матице лужичкосрпске.
Године 1844. оженио се Ханом Кристијаном, рођеном Борске (ум. 1866). Они су имали децу: синове Мјерко и Јуриј, и ћерке Мила и Марија. Године 1868. оженио се Елизабетом, рођеном Бите. Имали су сина Јана (1870—1890). Умро је у Бауцену, где је и сахрањен.

## Стваралаштво
Вјела је добро знао немачку књижевност, интересовао се за словенску књижевност. Објављивао је песме су под бројним псеудонимима, најчешће као Радисерб. Објављивао је своја дела у новинама и часописима. Прва књижевна дела Вјеле — Swěrnosć и Njeswěrnosć објавио је Х. Зејлер у дневним новинама „Тиђенска новина” 1842. године. Његове песме су објављене у часопису „Лужица”, од 1853. године — у „Часопису Матице лужичкосрпске”. Вјелино дело Dwě róžičce читали су на музику К. А. Коцора 1845. године. Био је аутор прве уметничке прозе: Pojadančka k wubudźenju a k polěpšenju wutroby za Serbow (Будишин, 1847). Приче: Trójniki (Бауцен, 1885), Nowe trójniki (Бауцен, 1896), „Крст и полумесец или Турци испред Беча 1683. године” (Бауцен, 1883), историјске приче — Nadpad pola Bukec (Бауцен, 1852), Jan Manja abo hdźe statok mój (Бауцен, 1886). Књиге са Вјелиним делима су изашле након његове смрти: Wowcyne zabawki za pěkne serbske dźěći (Бауцен, 1921) и Dźědowe zabawki za pěkne serbske dźěći (Бауцен, 1927). На основу Вјелиног либретоа композитор Ј. Пилк компоновао је 1901. године прву лужичкосрпску оперету Smjertnica.
Године 1902. објавио је збирку „Лужичксрпске пословице” (10.000 пословица). Године 1907. објављена је збирка „Загонетке” (900 загонетака), 1909. године — књига „Народне метафоре” (5.600 метафоричких израза).

## Спољашне везе
- Текстови Ј. Вјеле Радисерба на Викизворнику
- Биографија Ј. Вјеле Радисерба Архивирано на веб-сајту  (26. јун 2019) на сајту Лужичкосрпског института (текст из „Nowy biografiski słownik k stawiznam a kulturje Serbow”)